# 1337
Il 1337 (MCCCXXXVII in numeri romani) è un anno  del XIV secolo.

## Eventi
- Scoppia la Guerra dei Cent'Anni tra il Regno di Francia e il Regno d'Inghilterra.
- I turchi ottomani conquistano Nicomedia: fine dell'Assedio di Nicomedia.
- Nicolò da Bruna viene eletto principe vescovo del Principato di Trento.
- Iniziano i lavori di scavo per realizzare il Naviglio di Cremona.

## Nati
- 4 febbraio - Luigi II di Borbone, conte francese († 1410)
- 25 febbraio - Venceslao I di Lussemburgo, conte († 1383)
- 14 agosto - Roberto III di Scozia, re scozzese († 1406)
- Carlo III d'Alençon, conte e arcivescovo cattolico francese († 1375)
- Cirillo di Beloozero, monaco cristiano e mistico russo († 1427)
- Brancaleone Doria, nobile italiano († 1409)
- Enrico III di Meclemburgo-Schwerin, duca tedesco († 1383)
- Elisabetta di Maiorca, regina
- Michele Paleologo, principe bizantino
- Venceslao I di Sassonia-Wittenberg, duca († 1388)
- Stefano III di Baviera-Ingolstadt, duca († 1413)
- Tello di Castiglia, nobile spagnolo († 1370)
- Elisa d'Este, nobile italiana († 1402)

## Morti
- 3 gennaio - Bindo Bonichi, religioso e poeta italiano (n. 1260)
- 8 gennaio - Giotto, pittore e architetto italiano (n. 1267)
- 7 giugno - Guglielmo I di Hainaut, nobile francese (n. 1286)
- 7 giugno - Gwenllian ferch Llywelyn, nobile gallese (n. 1282)
- 15 giugno - Angelo Clareno, religioso italiano
- 25 giugno - Federico III di Sicilia, sovrano
- 30 giugno - Eleonora di Clare, nobile britannica (n. 1292)
- 8 agosto - Pietro de' Rossi, condottiero italiano (n. 1303)
- 16 agosto - Marsilio de' Rossi, condottiero italiano (n. 1287)
- 27 agosto - Giovanni II di Werle, principe
- Abu Tashfin Abd al-Rahman I, sovrano
- Accurso di Cremona, scrittore italiano
- Filippo III di Namur, marchese (n. 1319)
- Biaquino VII da Camino, nobile italiano
- Musa I del Mali, imperatore maliano (n. 1280)
- Amelio di Lautrec, vescovo cattolico francese

## Calendario
| Calendario 1337 | Calendario 1337 | Calendario 1337 | Calendario 1337 | Calendario 1337 | Calendario 1337 | Calendario 1337 | Calendario 1337 | Calendario 1337 | Calendario 1337 | Calendario 1337 | Calendario 1337 | Calendario 1337 | Calendario 1337 | Calendario 1337 | Calendario 1337 | Calendario 1337 | Calendario 1337 | Calendario 1337 | Calendario 1337 | Calendario 1337 | Calendario 1337 | Calendario 1337 | Calendario 1337 | Calendario 1337 | Calendario 1337 | Calendario 1337 | Calendario 1337 | Calendario 1337 | Calendario 1337 | Calendario 1337 | Calendario 1337 | Calendario 1337 |
| --------------- | --------------- | --------------- | --------------- | --------------- | --------------- | --------------- | --------------- | --------------- | --------------- | --------------- | --------------- | --------------- | --------------- | --------------- | --------------- | --------------- | --------------- | --------------- | --------------- | --------------- | --------------- | --------------- | --------------- | --------------- | --------------- | --------------- | --------------- | --------------- | --------------- | --------------- | --------------- | --------------- |
|                 | 1               | 2               | 3               | 4               | 5               | 6               | 7               | 8               | 9               | 10              | 11              | 12              | 13              | 14              | 15              | 16              | 17              | 18              | 19              | 20              | 21              | 22              | 23              | 24              | 25              | 26              | 27              | 28              | 29              | 30              | 31              |                 |
| Gennaio         | Me              | Gi              | Ve              | Sa              | Do              | Lu              | Ma              | Me              | Gi              | Ve              | Sa              | Do              | Lu              | Ma              | Me              | Gi              | Ve              | Sa              | Do              | Lu              | Ma              | Me              | Gi              | Ve              | Sa              | Do              | Lu              | Ma              | Me              | Gi              | Ve              |                 |
| Febbraio        | Sa              | Do              | Lu              | Ma              | Me              | Gi              | Ve              | Sa              | Do              | Lu              | Ma              | Me              | Gi              | Ve              | Sa              | Do              | Lu              | Ma              | Me              | Gi              | Ve              | Sa              | Do              | Lu              | Ma              | Me              | Gi              | Ve              |                 |                 |                 |                 |
| Marzo           | Sa              | Do              | Lu              | Ma              | Me              | Gi              | Ve              | Sa              | Do              | Lu              | Ma              | Me              | Gi              | Ve              | Sa              | Do              | Lu              | Ma              | Me              | Gi              | Ve              | Sa              | Do              | Lu              | Ma              | Me              | Gi              | Ve              | Sa              | Do              | Lu              |                 |
| Aprile          | Ma              | Me              | Gi              | Ve              | Sa              | Do              | Lu              | Ma              | Me              | Gi              | Ve              | Sa              | Do              | Lu              | Ma              | Me              | Gi              | Ve              | Sa              | Do              | Lu              | Ma              | Me              | Gi              | Ve              | Sa              | Do              | Lu              | Ma              | Me              |                 |                 |
| Maggio          | Gi              | Ve              | Sa              | Do              | Lu              | Ma              | Me              | Gi              | Ve              | Sa              | Do              | Lu              | Ma              | Me              | Gi              | Ve              | Sa              | Do              | Lu              | Ma              | Me              | Gi              | Ve              | Sa              | Do              | Lu              | Ma              | Me              | Gi              | Ve              | Sa              |                 |
| Giugno          | Do              | Lu              | Ma              | Me              | Gi              | Ve              | Sa              | Do              | Lu              | Ma              | Me              | Gi              | Ve              | Sa              | Do              | Lu              | Ma              | Me              | Gi              | Ve              | Sa              | Do              | Lu              | Ma              | Me              | Gi              | Ve              | Sa              | Do              | Lu              |                 |                 |
| Luglio          | Ma              | Me              | Gi              | Ve              | Sa              | Do              | Lu              | Ma              | Me              | Gi              | Ve              | Sa              | Do              | Lu              | Ma              | Me              | Gi              | Ve              | Sa              | Do              | Lu              | Ma              | Me              | Gi              | Ve              | Sa              | Do              | Lu              | Ma              | Me              | Gi              |                 |
| Agosto          | Ve              | Sa              | Do              | Lu              | Ma              | Me              | Gi              | Ve              | Sa              | Do              | Lu              | Ma              | Me              | Gi              | Ve              | Sa              | Do              | Lu              | Ma              | Me              | Gi              | Ve              | Sa              | Do              | Lu              | Ma              | Me              | Gi              | Ve              | Sa              | Do              |                 |
| Settembre       | Lu              | Ma              | Me              | Gi              | Ve              | Sa              | Do              | Lu              | Ma              | Me              | Gi              | Ve              | Sa              | Do              | Lu              | Ma              | Me              | Gi              | Ve              | Sa              | Do              | Lu              | Ma              | Me              | Gi              | Ve              | Sa              | Do              | Lu              | Ma              |                 |                 |
| Ottobre         | Me              | Gi              | Ve              | Sa              | Do              | Lu              | Ma              | Me              | Gi              | Ve              | Sa              | Do              | Lu              | Ma              | Me              | Gi              | Ve              | Sa              | Do              | Lu              | Ma              | Me              | Gi              | Ve              | Sa              | Do              | Lu              | Ma              | Me              | Gi              | Ve              |                 |
| Novembre        | Sa              | Do              | Lu              | Ma              | Me              | Gi              | Ve              | Sa              | Do              | Lu              | Ma              | Me              | Gi              | Ve              | Sa              | Do              | Lu              | Ma              | Me              | Gi              | Ve              | Sa              | Do              | Lu              | Ma              | Me              | Gi              | Ve              | Sa              | Do              |                 |                 |
| Dicembre        | Lu              | Ma              | Me              | Gi              | Ve              | Sa              | Do              | Lu              | Ma              | Me              | Gi              | Ve              | Sa              | Do              | Lu              | Ma              | Me              | Gi              | Ve              | Sa              | Do              | Lu              | Ma              | Me              | Gi              | Ve              | Sa              | Do              | Lu              | Ma              | Me              |                 |